# Drohnenkrieg
Der Drohnenkrieg ist eine Form der Kriegsführung aus der Luft (Luftkrieg), zu Boden (Landkrieg) und zu Wasser (Seekrieg), bei der unbemannte Flugzeuge, Landfahrzeuge, Wasser- oder Unterwasserfahrzeuge eingesetzt werden. 
Die Vereinigten Staaten, das Vereinigte Königreich, Israel, China, Südkorea, Iran, Italien, Frankreich, Indien, Pakistan, Russland, die Türkei, Polen und die Ukraine haben ab 2019 einsatzfähige UCAVs hergestellt. Im Verlauf des Russischen Überfalls auf die Ukraine kam es zu einer Revolution der Drohnenkriegsführung. So wurden erstmals durch Künstliche Intelligenz gesteuerte Drohnen in einem Krieg eingesetzt.
Drohnenangriffe können von kommerziellen UCAVs durchgeführt werden, die Bomben abwerfen, eine Rakete abfeuern oder auf ein Ziel stürzen. Seit der Jahrtausendwende wurden die meisten Drohnenangriffe vom US-Militär in Ländern wie Afghanistan, Pakistan, Syrien, Irak, Somalia, Jemen und Libyen mit Luft-Boden-Raketen durchgeführt, aber auch Russland, die Ukraine, die Türkei, Aserbaidschan und militante Gruppen wie die Houthis setzen zunehmend Drohnen ein. Drohnenangriffe werden von mehreren Ländern für Attentate eingesetzt. Um die Wahrscheinlichkeit zu verringern, von Drohnen registriert zu werden, schalten Soldaten in Kriegsgebieten mitunter ihre Mobiltelefone in den Flugmodus.

## Vereinigte Staaten

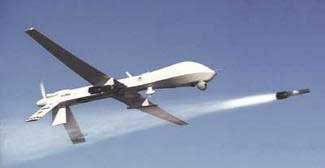
Eine Predator-Drohne feuert eine Hellfire-Rakete ab

Die Schätzungen über die Gesamtzahl der bei US-Drohnenangriffen in Pakistan getöteten Menschen reichen von 2.000 bis 3.500 getöteten Kämpfern und 158 bis 965 getöteten Zivilisten. 81 Anführer von Aufständischen in Pakistan wurden getötet. Bei Drohnenangriffen im Jemen wurden schätzungsweise 846-1.758 Kämpfer und 116–225 Zivilisten getötet. Es wurde bestätigt, dass 57 Anführer von Al-Qaida auf der Arabischen Halbinsel getötet worden sind.
Im August 2018 berichtete Al Jazeera, dass eine von Saudi-Arabien angeführte Koalition, die die Houthi-Rebellen im Jemen bekämpft, geheime Vereinbarungen mit Al-Qaida im Jemen getroffen und Hunderte von Kämpfern dieser Gruppe rekrutiert hat: „... Schlüsselfiguren bei den Absprachen sagten, dass die Vereinigten Staaten von den Vereinbarungen wussten und Drohnenangriffe gegen die bewaffnete Gruppe, die 1988 von Osama bin Laden gegründet wurde, zurückhielten.“
Nachdem US-Präsident Donald Trump die Zahl der Drohnenangriffe um über 400 % erhöht und die zivile Aufsicht eingeschränkt hatte, hat sein Nachfolger Joe Biden den Kurs gewechselt. Unter Biden sollen die Drohnenangriffe auf ein 20-Jahres-Tief gesunken und stark eingeschränkt worden sein. Bei einem Drohnenangriff der Regierung Biden in Kabul, Afghanistan, im August 2021 wurden jedoch 10 Zivilisten, darunter sieben Kinder, getötet. Später wurde der Al-Qaida-Führer Ayman al-Zawahiri unter der Regierung Biden durch einen Drohnenangriff getötet.

### Auswirkungen
In der Wissenschaft gibt es unterschiedliche Meinungen über die Wirksamkeit von Drohnenangriffen. Einige Studien belegen, dass Enthauptungsschläge zur Tötung der Führung einer terroristischen oder aufständischen Gruppe die Fähigkeiten dieser Gruppen in Zukunft einschränken, während andere Studien dies widerlegen. Drohnenangriffe sind erfolgreich bei der Unterdrückung von militantem Verhalten, obwohl diese Reaktion eher in Erwartung eines Drohnenangriffs erfolgt als Folge eines solchen. Daten aus den gemeinsamen Bemühungen der USA und Pakistans zur Terrorismusbekämpfung zeigen, dass die Militanten ihre Kommunikation und Angriffsplanung einstellen, um nicht entdeckt und ins Visier genommen zu werden.
Die Befürworter von Drohnenangriffen behaupten, dass sie weitgehend wirksam sind, wenn es darum geht, bestimmte Kämpfer zu treffen. Einige Wissenschaftler argumentieren, dass Drohnenangriffe die Zahl der zivilen Opfer und die territorialen Schäden im Vergleich zu anderen Arten militärischer Gewalt wie großen Bomben verringern. Militärische Alternativen zu Drohnenangriffen wie Razzien und Verhöre können extrem riskant, zeitaufwändig und potenziell ineffektiv sein. Drohnenangriffe sind nicht ohne Risiken, da die USA mit dem Einsatz von Drohnen einen internationalen Präzedenzfall für extraterritoriale und außergerichtliche Tötungen schaffen.

## Drohnenangriffe des Islamischen Staates
Kleine Drohnen und Quadcopter wurden vom Islamischen Staat im Irak und in Syrien für Angriffe eingesetzt. Eine Gruppe von zwölf oder mehr Drohnen wurde von speziell ausgebildeten Piloten gesteuert, um Munition auf feindliche Kräfte abzuwerfen. Sie waren in der Lage, den Bodenverteidigungskräften zu entgehen.
Während der Schlacht um Mossul konnte der Islamische Staat Dutzende irakischer Soldaten töten oder verwunden, indem er von zahlreichen Drohnen, die gleichzeitig angriffen, leichte Sprengstoffe oder 40-Millimeter-Granaten abwarf. Drohnenangriffe wurden auch zur Zerstörung von Militärgütern eingesetzt. Vom Islamischen Staat veröffentlichte Drohnenaufnahmen zeigen den Abwurf von Bomben auf eine Munitionsfabrik in Deir ez-Zor, Syrien, einem Gebiet, das zu diesem Zeitpunkt zwischen dem Islamischen Staat und der syrischen Regierung umstritten war.
2017 erklärte FBI-Direktor Christopher Wray bei einer Anhörung im Senat: „Wir wissen, dass terroristische Organisationen ein Interesse am Einsatz von Drohnen haben ... Wir haben das in Übersee bereits mit einiger Häufigkeit gesehen. Ich denke, dass die Erwartung ist, dass es hierher kommen wird, in Kürze.“
Der Drohnenexperte Brett Velicovich hat in einem Interview mit Fox News die Gefahren erörtert, die entstehen, wenn der Islamische Staat Drohnen von der Stange einsetzt, um zivile Ziele anzugreifen. Er behauptete, es sei nur eine Frage der Zeit, bis die ISIS-Extremisten Drohnen einsetzen würden, um zivile Ziele anzugreifen.
Die Gesamterfolgsquote der vom Islamischen Staat eingesetzten Drohnenangriffe ist unklar. Möglicherweise hat der Islamische Staat Drohnen eher zur Sammlung von Filmmaterial für Propagandazwecke eingesetzt als wegen ihres militärischen Nutzens.

## Proliferation in den 2020er Jahren

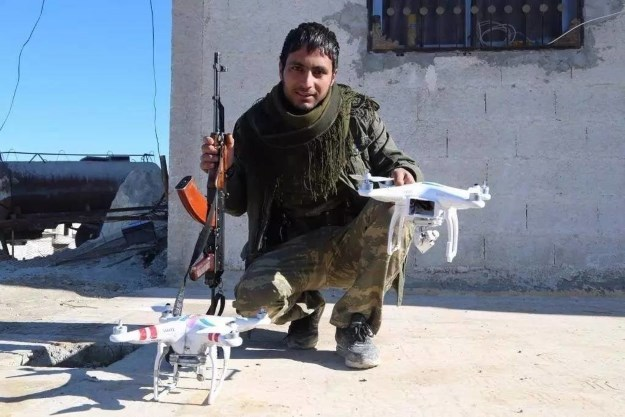
Bewaffnung der kommerziellen Videodrohnen DJI Phantom

Am 6. Januar 2018 vereitelten die russischen Streitkräfte einen Drohnenschwarmangriff auf den Luftwaffenstützpunkt Khmeimim, den ersten dieser Art in der Geschichte der Kriegsführung.
Im Jahr 2020 entdeckte eine mit Sprengstoff beladene Drohne aus türkischer Produktion Haftars Truppen in Libyen und griff sie mit künstlicher Intelligenz und ohne Kommando an, wie aus einem im März 2021 veröffentlichten Bericht des Expertengremiums des UN-Sicherheitsrats zu Libyen hervorgeht. Dies war der erste Angriff, der von einer KI-Drohne durchgeführt wurde.
Der Economist hat den äußerst effektiven Einsatz von Drohnen durch Aserbaidschan im Berg-Karabach-Krieg 2020 und den Einsatz von Drohnen durch die Türkei im syrischen Bürgerkrieg als Indikatoren für die Zukunft der Kriegsführung angeführt. Bisher war man davon ausgegangen, dass Drohnen in Konflikten zwischen Nationen keine große Rolle spielen würden, da sie durch Flugabwehrfeuer verwundbar sind. Dies mag zwar für Großmächte mit Luftabwehrsystemen zutreffen, nicht aber für kleinere Mächte. Die aserbaidschanische Taktik und der Einsatz von Drohnen durch die Türkei deuteten auf eine „neue, erschwinglichere Art der Luftmacht“ hin. Die Fähigkeit von Drohnen, ihre Abschüsse aufzuzeichnen, ermögliche eine äußerst effektive aserbaidschanische Propagandakampagne.
Am 13. Oktober 2022 wurde eine ukrainische MiG-29 das erste bemannte Flugzeug, das im Kampf gegen eine Drohne abstürzte. Der Pilot soll eine Shahed-136-Drohne mit seiner Kanone zerstört haben. Die Explosion soll das Flugzeug zum Absturz gebracht und den Piloten ins Krankenhaus gebracht haben.
Seit dem russischen Einmarsch in die Ukraine im Jahr 2022 sind in der Ukraine etwa 30 Unternehmen entstanden, die Drohnen für den Kriegseinsatz in Massenproduktion herstellen. Das Ministerium für digitale Transformation der ukrainischen Regierung hat das Projekt „Drohnenarmee“ ins Leben gerufen und versucht, bis 2023 bis zu 200.000 Drohnen zu kaufen, um mit relativ billigen Drohnen gegen die großen Vorteile Russlands bei der militärischen Ausrüstung anzukommen. Im Jahr 2023 wurden außerdem mehrere Wettbewerbe gesponsert, bei denen „Dutzende von Drohnenentwicklern, die in der ganzen Ukraine entstanden sind“, eingeladen wurden, simulierte Angriffe auf Bodenziele durchzuführen, Starrflügler-Drohnen zu jagen oder an Drohnen-Dogfight-Wettbewerben teilzunehmen.

### Kommerzielle UCAVs
Kommerzielle UCAVs können mit Waffen wie gelenkten Bomben, Streubomben, Brandbomben, Luft-Boden-Raketen, Luft-Luft-Raketen, Panzerabwehrlenkwaffen oder anderen Arten von präzisionsgelenkter Munition, Autokanonen und Maschinengewehren ausgestattet sein. Drohnenangriffe können von kommerziellen UCAVs durchgeführt werden, die Bomben abwerfen, eine Rakete abfeuern oder auf ein Ziel stürzen. Kommerzielle unbemannte Luftfahrzeuge (UAVs) können mit Sprengstoff beladen und dann auf verwundbare Ziele gestürzt oder über ihnen zur Explosion gebracht werden. Sie können Bombardierungen aus der Luft durchführen, indem sie Handgranaten, Mörsergranaten oder andere improvisierte Sprengmunition direkt über Zielen abwerfen. Die Nutzlast kann aus Sprengstoff, Schrapnellen, chemischen, radiologischen oder biologischen Stoffen bestehen. Mehrere Drohnen können gleichzeitig in einem Drohnenschwarm angreifen. Drohnen wurden im russisch-ukrainischen Krieg von beiden Seiten in großem Umfang zur Aufklärung und Artilleriebeobachtung eingesetzt.
Staaten entwickeln Anti-Drohnen-Systeme, um der Bedrohung durch Drohnenangriffe zu begegnen. Dies erweist sich jedoch als schwierig. Laut James Rogers, einem Wissenschaftler, der sich mit Drohnenkriegsführung befasst, „gibt es derzeit eine große Debatte darüber, wie man am besten gegen diese kleinen UAVs vorgehen kann, egal ob sie von Hobbyisten eingesetzt werden, die ein wenig Unruhe stiften, oder ob sie von einem terroristischen Akteur in böser Absicht eingesetzt werden“. Grundsätzlich gilt: Die beste Verteidigung gegen Drohnen sind Drohnen selbst. Auch in Deutschland hat im Zuge des russischen Angriffskrieges auf die Ukraine ein Umdenken im Bereich Drohnen stattgefunden. Der Cyber Innovation Hub der Bundeswehr testet derzeit so einige Innovationsvorhaben im Bereich Defensivdrohnen.

### Aserbaidschanische Drohnenkriegsführung

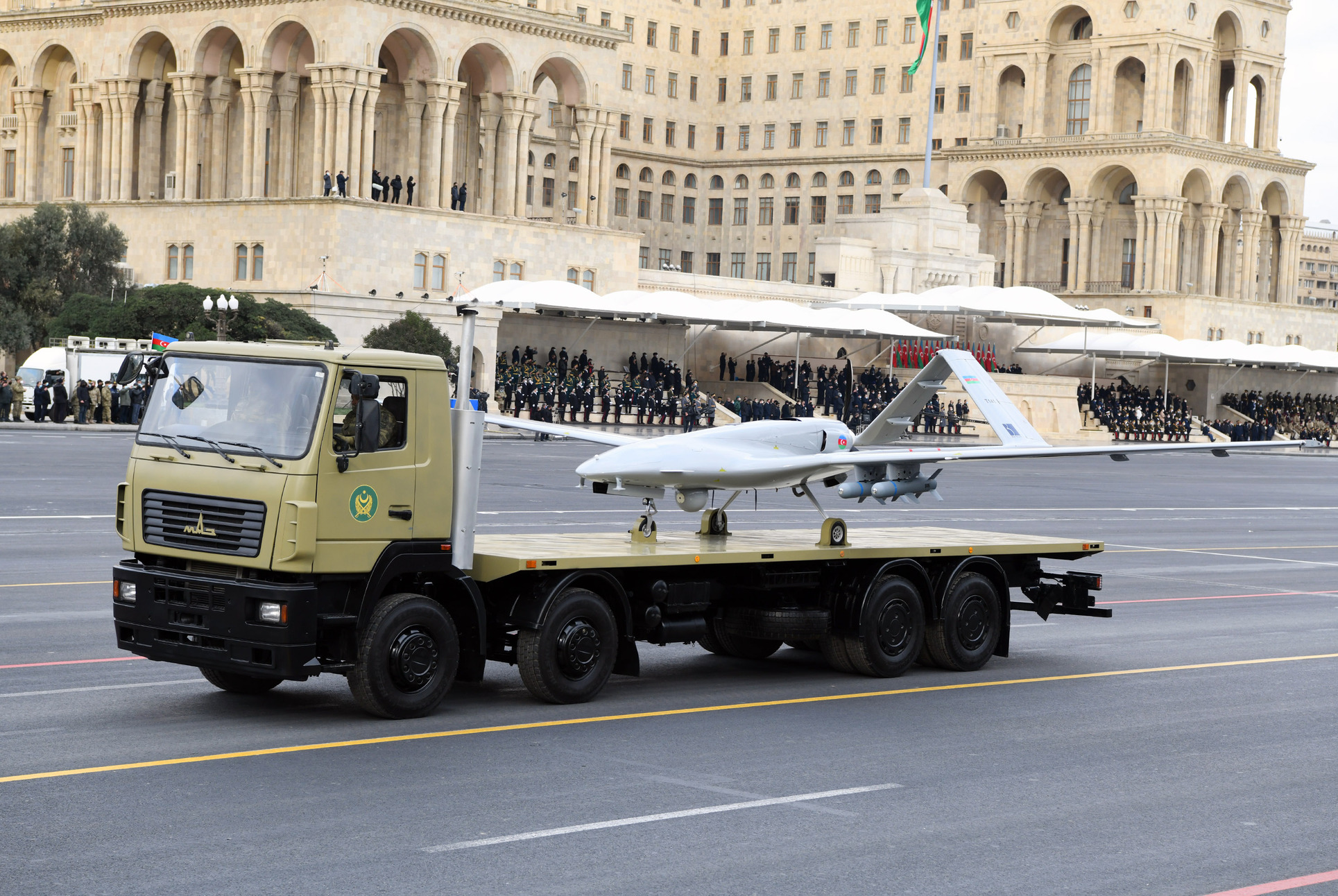
Bayraktar TB2 aus türkischer Produktion bei der Siegesparade in Baku 2020, Aserbaidschan

Während des Berg-Karabach-Konflikts 2020 wurden UCAVs von der aserbaidschanischen Armee in großem Umfang gegen die armenische Armee eingesetzt. Zu diesen UCAVs gehörten israelische IAI Harops und türkische Bayraktar TB2s. Da die Bayraktar TB2 kanadische Optiken und Laser-Zielsysteme verwendet, setzte Kanada im Oktober 2020 die Ausfuhr seiner militärischen Drohnentechnologie in die Türkei aus, nachdem der Vorwurf laut wurde, die Technologie sei zur Sammlung von Informationen und zur Lenkung von Artillerie- und Raketenbeschuss auf militärische Stellungen verwendet worden. Nach dem Vorfall erklärte Aselsan, dass es mit der Serienproduktion und Integration des CATS-Systems beginnen werde, um die kanadische MX15B zu ersetzen.

### Russische Invasion in der Ukraine
Drohnen werden im Russisch-Ukrainischen Krieg vor allem in der Luft eingesetzt, jedoch auch zu Land und zu Wasser.

## Bemerkenswerte Todesfälle durch Drohnenangriffe
- Abdul Rauf
- Abdulrahman al-Awlaki
- Abu Khayr al-Masri
- Abu Mahdi al-Muhandis
- Abu Muslim al-Turkmani
- Abu Umar al-Tunisi
- Abu Zubair al-Masri
- Akhtar Mansur
- Ali Awni al-Harzi
- Anwar al-Awlaki
- Aiman az-Zawahiri
- Baitullah Mehsud
- Fahd al-Quso
- Fazlullah
- Hakimullah Mehsud
- Harith bin Ghazi al-Nadhari
- Ibrahim Sulayman Muhammad Arbaysh
- Zekî Şengalî
- Jihadi John
- Junaid Hussain
- Kamal Derwish
- Mangal Bagh
- Mohammed Atef
- Muhsin al-Fadhli
- Nasir al-Wuhayshi
- Nasser bin Ali al-Ansi
- Qaed Salim Sinan al-Harethi
- Qasem Soleimani
- Rashid Rauf
- Said Ali al-Shihri
- Saleh Ali al-Sammad
- Sally-Anne Jones
- Samir Khan

## Künstlerische Rezeption

### Computerspiele
- HFM Games: FPV Kamikaze Drone. Veröffentlicht per Early Access am 15. Dezember 2023.